# Alexander Cappelli
Alexander Cappelli teve muitos papéis de ação na televisão australiana, como um papel de convidado ocorrendo periodicamente como Mike Pill em Neighbours, Gretchen no Telemovie Pequeno Oberon e um papel estrelando como Kurt Winters nas séries de televisão das crianças, Cortes Curtos.
Como ator é melhor conhecido pelo papel de dianteira dele em 2005,no filme de característica, Os Reis da Galera. Trabalhando ao lado de Delta Goodrem e Saskia Burmeister, ele fez o papel de Barry Hollis. Outros créditos de televisão incluem Wicked Science, Blue Heelers e The Brush-Off.